# Mountvol
 (février 2018).
Si vous disposez d'ouvrages ou d'articles de référence ou si vous connaissez des sites web de qualité traitant du thème abordé ici, merci de compléter l'article en donnant les références utiles à sa vérifiabilité et en les liant à la section « Notes et références ».
mountvol est une commande MS-DOS permettant de créer, supprimer ou lister un point de montage du volume.

## Paramètres
La commande prend plusieurs paramètres:
| Commande | Description                   |
| -------- | ----------------------------- |
| \?       | Affiche l'aide de la commande |

Aperçu de l'aide de la commande:
```
Crée, supprime ou liste un point de montage du volume.

MOUNTVOL [lecteur:]chemin d'accès de Volucelle
MOUNTVOL [lecteur:]chemin d'accès /D
MOUNTVOL [lecteur:]chemin d'accès /L
MOUNTVOL [lecteur:]chemin d'accès /P
MOUNTVOL /R
MOUNTVOL /N
MOUNTVOL /E

    Chemin      Spécifie le répertoire NTFS existant dans lequel le point de
                montage résidera.
    Nom_volume  Spécifie le nom du volume cible du point de montage.
    /D          Supprime le point de montage du volume du répertoire spécifié.
    /L          Liste le nom de volume monté pour le répertoire spécifié.
    /P          Supprime le point de montage du volume du répertoire spécifié,
                Démonte le volume, et le rend non montable.
                Vous pouvez rendre montable le volume en créant un nouveau
                point de montage de volume.
    /R          Supprime les paramètres du Registre pour les volumes non
                listés ci-dessous.
    /N          Désactive le montage automatique de nouveaux volumes.
    /E          Active le montage automatique de nouveaux volumes.

Des valeurs possibles pour VolumeName ainsi que des points de montage actuels
sont :

    \\?\Volume{0133e59a-2cd5-11e4-b920-806e6f6e6963}\
        *** Aucun point de montage ***

    \\?\Volume{0133e59b-2cd5-11e4-b920-806e6f6e6963}\
        C:\

    \\?\Volume{0133e59e-2cd5-11e4-b920-806e6f6e6963}\
        D:\

```

## Sources & Références
1. ↑  Testé directement sur une console windows